# Kafr ad-Dik
Kafr ad-Dik (àrab: كفر الديك, Kafr ad-Dīk) és un municipi palestí de la governació de Salfit, a Cisjordània, 9,5 kilòmetres a l'oest de Salfit i a 8 kilòmetres a l'est de la Línia Verda. Segons l'Oficina Central Palestina d'Estadístiques tenia 4.453 habitants el 2007. Aproximadament el 70% de les famílies de Kafr ad-Dik depenen de l'agricultura com a principal font d'ingressos, mentre que el 30% restant treballen en els sectors públic i privat. La taxa d'atur al municipi és del 60%.
L'àrea total del municipi és de 15,228 dúnams dels quals 578 dúnams són urbanitzats. Tanmateix, 119 d'aquests dúnams es troben fora de la jurisdicció de Kafr ad-Dik. Hi ha cinc assentaments israelians en 1.448 dúnams de la terra de Kafr ad-Dik amb una població de 2.062 colons. Com a resultat de l'acord interí per Cisjordània i la Franja de Gaza l'Autoritat Nacional Palestina controla els afers civils i 1.953 dúnams de Kafr ad-Dik (Àrea B), mentre que 13,275 dúnams són classificats com a Àrea C — sota total control israelià.

## Història
S'ha suggerit que aquest és el lloc esmentat en fonts croades sota el nom de Caphaer, una vila connectada amb el Casale Santa Maria. En 1175 fons croades esmenen un antic vigilant de la cisterna de la vila.
S'ha trobat l'escut d'armes del soldà mameluc Qaitbay a la mesquita de la vila.

### Època otomana
En 1870 l'explorador francès Victor Guérin hi ha trobar moltes restes, que inclouen unes 30 cisternes i 20 tombes tallades a la roca, algunes amb cambres sepulcrals i les parets perforades amb lòculs, altres més simples integrades per un sol cos i envoltades amb arcosolis. Aquestes tombes havien estat cobertes amb lloses de pedra. També hi ha nombroses llindes decorades amb cartel·les rectangulars amb triangles a ambdós costats i una creu al mig. Hi ha quatre mesquites fetes de pedra i columnes que antigament havien estat esglésies cristianes. També hi ha una torre quadrada de 7 passes a cada cantó. És envoltada per llacunes i coberta per grans lloses formant un sostre suportat per arcs de volta. Dins hi ha una cisterna. Al llinda hi ha una creu amb braços iguals inserida en un cercle vora quatre semicercles, que formen una rosa de quatre filles. Aquesta torre formava part d'un edifici més gran, ara destruït.
Guérin va notar que les cases eren fetes de maçoneria amb pedres blanques i vermelles, com a Deir Ghassaneh i Beit Rima. En 1882 el Survey of Western Palestine del Fons per a l'Exploració de Palestina va descriure la vila com «de grandària moderada al vessant d'un turó, i en un lloc antic, amb tombes tallades en roca a l'est.»

### Època del mandat britànic
En el cens de Palestina de 1922 organitzat per les autoritats del Mandat Britànic de Palestina Kafr al-Dik tenia 487 musulmans, que augmentaren a 665 en el cens de 1931 tots musulmans, en un total de 139 llars.
En 1945 la població era de 870 musulmans, amb una àrea total de terra de 15.308 dúnams, segons un cens oficial de terra i població. D'aquests, 2.075 eren usats com a plantacions i terra de rec, 2.603 per cereals, mentre 58 dúnams eren sòl urbanitzat.

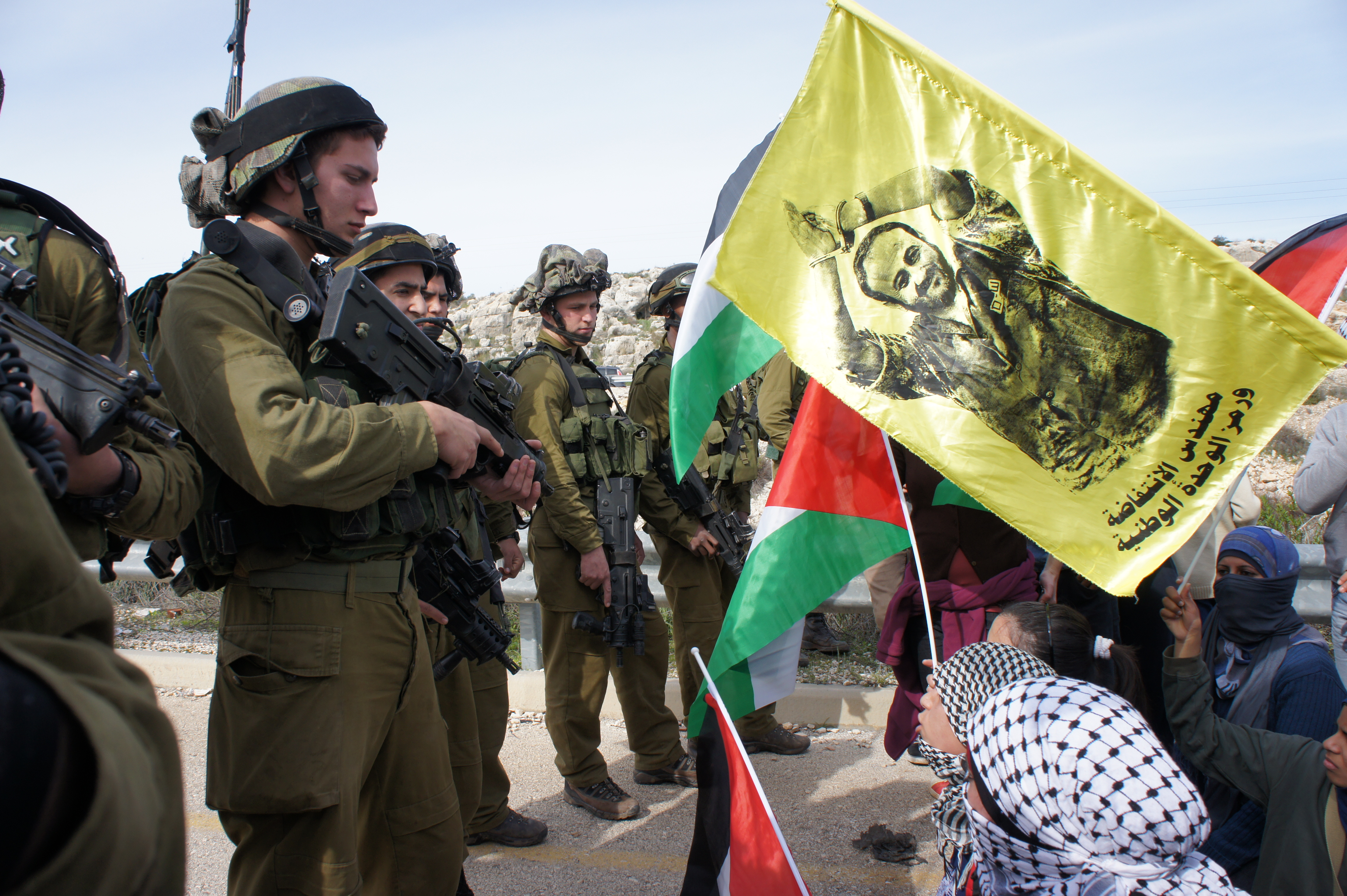
Protesta contra les expropiacions de terra isralianed, Kufr ad-Deek, Palestins, febrer, 2012

### Després de 1948
Després de la de la Guerra araboisraeliana de 1948, i després dels acords d'Armistici de 1949, Kafr ad-Dik va restar en mans de Jordània. Després de la Guerra dels Sis Dies el 1967, ha estat sota ocupació israeliana.
Després que un tribunal israelià va aprovar la confiscació de 3.000 dúnams (750 acres) de terres privades palestines al barri Thahir Subih de Kafr ad-Dik, arribaren les excavadores i es diu que van arrencar desenes d'oliveres i arbres fruiters per l'anivellament de més de 10.000 dúnams (2.500 acres). El portaveu de l'Administració Civil d'Israel va dir que els treballs eren relacionats amb un pla estatal per desenvolupar l'agricultura de la zona. Segons la visió d'Israel, va afegir el portaveu, aquestes són terres de l'Estat d'Israel.